# مونتگومری‌ویل (پنسیلوانیا)
مونتگومری‌ویل (به انگلیسی: Montgomeryville) یک منطقهٔ مسکونی در ایالات متحده آمریکا است که در پنسیلوانیا واقع شده‌است. مونتگومری‌ویل ۱۲٬۶۲۴ نفر جمعیت دارد و ۱۳۹٫۹ متر بالاتر از سطح دریا واقع شده‌است.